# Сулиен
Сулиен — имя, которое носили некоторые кельтские святые.
Считается, что имя Сулиен, или Сулиан, или СилиI (Sulien, Sulian, Silin) является валлийским вариантом имени Юлиан. Однако иногда это имя также интерпретируется как производное от валлийского  sul, что означает  солнце, и geni, что означает рожденный. 
Имеется ряд преданий о кельтских святых с именем Сулиен (в различных вариантах написания). Три наиболее часто встречающиеся таковы:
- Святой Сулиен Корневильский (VI век), основатель-настоятель Луксулианского монастыря, Корнуолл, память 29 июля.
- Святой Сулиен Бретонский или святой Сулин Корнуайский и Думнонский, Восточная Бретань, память 1 октября.
- Святой Сулиен Валлийский, или святой Тисилио, или святой Сулиау, принц валлийский, память 8 ноября.

Первые два святых, происходящие из кельтских государств в общем сходном историческом контексте, могут быть одним и тем же лицом. Однако тот факт, что им с древности были назначены отдельные праздничные дни, является убедительным доказательством того, что это разные люди и что на самом деле было три разных кельтских святых с одинаковыми (или похожими) именами.